# Turóc-patak
A Turóc-patak (szlovákul: Turiec) folyó Szlovákia déli részén. A Sajó jobb oldali mellékfolyója, amelybe Tornalja város Sajókirályi városrészénél torkollik. Hossza 44,8 km, a vízgyűjtő területe 305 km².